# Chalcis colpotis
Chalcis colpotis is een vliesvleugelig insect uit de familie bronswespen (Chalcididae). De wetenschappelijke naam is voor het eerst geldig gepubliceerd in 1977 door Burks.